# Oldowan
Het Oldowan is de archeologische industrie met wat lange tijd gedacht werd de oudste stenen werktuigen ter wereld. Daarmee is het begin van het vroegpaleolithicum of de Afrikaanse Early Stone Age gedefinieerd. Het is genoemd naar de Olduvaikloof in Tanzania.
Vondsten bij Lomekwi in Kenia suggereren echter dat hier al 3,3 miljoen jaar geleden sprake van was. Dit zou betekenen dat het gebruik van technologische middelen niet slechts voorbehouden was aan het geslacht Homo.
De Oldowan-gereedschappen, die ook soms pebble tools of choppers worden genoemd, werden in 1951 voor het eerst beschreven door Louis Seymour Bazett Leakey en Mary Leakey in: Olduvai Gorge, a report on the evolution of the hand-axe culture in beds I - IV. De gereedschappen werden daar bij de resten van voorlopers van de mens gevonden. Oldowanwerktuigen zijn in Afrika kenmerkend voor de Early Stone Age, maar zijn ook in Europa gevonden, waar ze eerst Abbevillien werden genoemd naar de vindplaats Abbeville in Frankrijk.
Typerend voor het Oldowan is het gebruik van rolstenen die met een paar slagen een scherpe kant krijgen. Later, in het 'developed Oldowan' komen daar nog kernbijlen en eenvoudige afslagwerktuigen bij. Als makers van deze eenvoudige gereedschappen worden de vroege mensen Homo rudolfensis, Homo habilis, Homo erectus en Homo ergaster beschouwd, maar er wordt steeds meer rekening gehouden met de mogelijkheid dat ook australopithecinen ze maakten.
De oudste vindplaatsen liggen in Ethiopië - Gona (2,5 miljoen jaar oud) en Hadar (2,3 miljoen jaar oud). De oudste Oldowanwerktuigen in Eurazië zijn ca. 1,5 miljoen jaar oud en zijn gevonden in Georgië, waar ze gemaakt werden door Homo ergaster.
Omstreeks die tijd begint in Oost-Afrika het meer verfijnde Acheuléen met het verschijnen van de eerste vuistbijlen.